# Polar Music International
Polar Music International AB is een platenmaatschappij die vooral bekend is als platenfirma van ABBA.
Polar werd opgericht in 1963 door Stig Anderson als onderdeel van zijn muziekuitgeverij Sweden Music. Al snel kwamen vele Zweedse artiesten bij zijn label, alsook de Hoottenanny Singers, waarin Björn Ulvaeus zit. Later zou deze laatste Benny Andersson ontmoeten. De twee werden vaste songwriters bij Polar.
In 1973 doen Benny, Björn en hun twee verloofden Agnetha Fältskog en Anni-Frid Lyngstad mee aan de voorrondes van het Eurovisiesongfestival, ze worden derde.
In 1974 wint de groep, nu onder de naam ABBA, wel de voorrondes en ook het songfestival. Polar zou de grootste groep van de jaren 70 voortbrengen.
In 1976 wordt er op alle platen Polar Music International gedrukt, in plaats van Polar Music.
De winst is zo groot dat Stig investeert in olie, een bedrijf dat fietsen maakt, een kunstgalerij, ...
In 1978 worden de Polar Studios geopend. Daar kunnen artiesten van Polar hun liedjes opnemen.
Midden jaren 80 maakt Polar verlies door slechte investeringen. De ABBA-leden verkopen hun aandelen en in 1989 verkoopt Stig alle aandelen van Polar Music en Sweden Music aan Polydor, hij blijft wel voorzitter van de raad van bestuur tot aan zijn dood in 1997.
Vandaag de dag is Polar een label van Universal Music Group.

## Artiesten van Polar
- ABBA
- Agnetha Fältskog
- Frida
- Gemini
- Hoottenanny Singers
- Mats Olin
- Paulo Mendonca
- Svenne & Lotta
- Ted Gärdestad
- Tomas Ledin